# 肯尼斯·克拉克 (艺术史学家)
克拉克男爵肯尼斯·麦肯齐·克拉克 OM CH KCB FBA（Kenneth Mackenzie Clark, Baron Clark，1903年7月13日—1983年5月21日）是一位英国艺术史学家，他在1930年代和1940年代管理过两个重要的美术馆，然后在1950年代和1960年代在电视上连续推出一系列关于艺术的节目，引起了广泛的关注，最终在1969年通过电视系列片《文明》达到高潮。
克拉克出生于富裕家庭，从小就接触美术。他早年受到约翰·拉斯金著作的影响，相信每个人都应该有机会接触伟大的艺术。在受到鉴赏家和交易商伯纳德·贝伦森的影响后，克拉克27岁时出任牛津阿什莫林博物館馆长，三年后他负责英国国家美术馆。他在那里的十二年，见证了美术馆的改造，使其易于访问，并吸引到更广泛的公众。
第二次世界大战期间，收藏品从伦敦转移到安全地点，克拉克将该建筑用于一系列音乐会，成为在伦敦大轰炸期间一个著名的士气助推器。
战后，克拉克担任牛津大学斯莱德美术教授三年。克拉克令许多人大吃一惊，接受英国第一个商业电视台董事长的职位。他撰写和介绍有关艺术的节目，这使他成为英国家喻户晓的人物，然后应邀创作了第一部关于艺术的的彩色系列片《文明》，1969年首次在英国播出，不久之后又在许多国家播出。
克拉克曾获得众多荣誉，其中早在35岁就荣获了巴斯爵級司令勳章，成為爵士。1969年，在《文明》首播前不久，成为终身贵族。
在他去世三十年后，在伦敦泰特美术馆的一个展览上举行了纪念克拉克的活动，新一代批评家和历史学家重新评价他的职业生涯。现在人们对他的审美判断可能有不同的看法，但是他作为作家的技巧，以及普及艺术的热情，得到了广泛的认可。BBC和泰特美术馆都称他为20世纪英国艺术最具影响力的人物之一。